# Josef Rogler
Josef Rogler (10. února 1835 Habartov – 19. července 1894 Habartov) byl rakouský politik německé národnosti z Čech, poslanec Českého zemského sněmu.

## Biografie
Působil jako statkář v Habartově. Od roku 1889 byl okresním starostou ve Falknově, od roku 1892 členem okresního výboru. Od roku 1890 byl členem spolku Deutscher National Verband v Chebu. Na funkci okresního starosty rezignoval ze zdravotních důvodů. Byl též obecním starostou.
V 80. letech se zapojil i do vysoké politiky. V zemských volbách roku 1889 byl zvolen na Český zemský sněm, kde zastupoval kurii venkovských obcí, obvod Falknov, Kynžvart. Rezignace byla oznámena v prosinci 1893. Rezignoval ze zdravotních důvodů. Byl uváděn jako německý liberál (tzv. Ústavní strana).
Zemřel v červenci 1894. Příčinou úmrtí byla pleuritida a tuberkulóza. Bylo mu 59 let.